# 三戸町
三戸町（さんのへまち）は、青森県三戸郡の南端、岩手県との境に位置する町。八戸市などとともに三八地域に属する。
古くから三戸郡の中核機能を有する町として栄えてきた。

## 地理
青森県三戸郡の南端、岩手県と秋田県の境に位置する。
地形は比較的平坦であり、田子町、新郷村と接する北西部に山地が広がる。町の中心部を南北に馬淵川が流れ、支流である猿辺川、熊原川が合流する。
- 山： ドコノ森 (672m) 、平森（560m）、高堂山（539m）、貝名森（445m）、黒森（487m）
- 河川： 馬淵川、猿辺川、熊原川

## 気候
寒暖の差が大きく気温の年較差、日較差が大きい顕著な大陸性気候である。降雪量が多く、豪雪地帯に指定されている。
- 最高気温極値 37.7℃（1999年7月27日）
- 最低気温極値 -20.2℃（1978年2月15日）[3]

| 三戸（1991年 - 2020年）の気候      | 三戸（1991年 - 2020年）の気候 | 三戸（1991年 - 2020年）の気候 | 三戸（1991年 - 2020年）の気候 | 三戸（1991年 - 2020年）の気候 | 三戸（1991年 - 2020年）の気候 | 三戸（1991年 - 2020年）の気候 | 三戸（1991年 - 2020年）の気候 | 三戸（1991年 - 2020年）の気候 | 三戸（1991年 - 2020年）の気候 | 三戸（1991年 - 2020年）の気候 | 三戸（1991年 - 2020年）の気候 | 三戸（1991年 - 2020年）の気候 | 三戸（1991年 - 2020年）の気候 |
| 月                                 | 1月                           | 2月                           | 3月                           | 4月                           | 5月                           | 6月                           | 7月                           | 8月                           | 9月                           | 10月                          | 11月                          | 12月                          | 年                            |
| ---------------------------------- | ----------------------------- | ----------------------------- | ----------------------------- | ----------------------------- | ----------------------------- | ----------------------------- | ----------------------------- | ----------------------------- | ----------------------------- | ----------------------------- | ----------------------------- | ----------------------------- | ----------------------------- |
| 最高気温記録 °C （°F）             | 14.4 (57.9)                   | 18.2 (64.8)                   | 23.1 (73.6)                   | 31.2 (88.2)                   | 34.7 (94.5)                   | 35.6 (96.1)                   | 37.7 (99.9)                   | 37.4 (99.3)                   | 35.0 (95)                     | 29.4 (84.9)                   | 25.2 (77.4)                   | 18.7 (65.7)                   | 37.7 (99.9)                   |
| 平均最高気温 °C （°F）             | 2.4 (36.3)                    | 3.5 (38.3)                    | 7.8 (46)                      | 14.9 (58.8)                   | 20.8 (69.4)                   | 23.9 (75)                     | 27.0 (80.6)                   | 28.3 (82.9)                   | 24.7 (76.5)                   | 18.6 (65.5)                   | 11.8 (53.2)                   | 5.0 (41)                      | 15.7 (60.3)                   |
| 日平均気温 °C （°F）               | −1.8 (28.8)                   | −1.2 (29.8)                   | 2.4 (36.3)                    | 8.5 (47.3)                    | 14.2 (57.6)                   | 18.0 (64.4)                   | 21.8 (71.2)                   | 22.9 (73.2)                   | 18.8 (65.8)                   | 12.1 (53.8)                   | 6.0 (42.8)                    | 0.6 (33.1)                    | 10.2 (50.4)                   |
| 平均最低気温 °C （°F）             | −6.3 (20.7)                   | −6.1 (21)                     | −2.8 (27)                     | 2.1 (35.8)                    | 8.1 (46.6)                    | 12.9 (55.2)                   | 17.6 (63.7)                   | 18.7 (65.7)                   | 14.1 (57.4)                   | 6.5 (43.7)                    | 0.8 (33.4)                    | −3.6 (25.5)                   | 5.2 (41.4)                    |
| 最低気温記録 °C （°F）             | −17.6 (0.3)                   | −20.2 (−4.4)                  | −17.7 (0.1)                   | −8.7 (16.3)                   | −1.3 (29.7)                   | 1.9 (35.4)                    | 7.6 (45.7)                    | 8.9 (48)                      | 1.8 (35.2)                    | −2.9 (26.8)                   | −8.1 (17.4)                   | −17.0 (1.4)                   | −20.2 (−4.4)                  |
| 降水量 mm （inch）                 | 49.4 (1.945)                  | 49.1 (1.933)                  | 63.3 (2.492)                  | 65.0 (2.559)                  | 81.9 (3.224)                  | 96.4 (3.795)                  | 161.4 (6.354)                 | 160.3 (6.311)                 | 159.4 (6.276)                 | 114.0 (4.488)                 | 66.1 (2.602)                  | 64.8 (2.551)                  | 1,131.1 (44.531)              |
| 降雪量 cm （inch）                 | 111 (43.7)                    | 109 (42.9)                    | 77 (30.3)                     | 5 (2)                         | 0 (0)                         | 0 (0)                         | 0 (0)                         | 0 (0)                         | 0 (0)                         | 0 (0)                         | 3 (1.2)                       | 65 (25.6)                     | 367 (144.5)                   |
| 平均降水日数 （≥1.0 mm）           | 10.4                          | 10.2                          | 10.4                          | 10.2                          | 10.3                          | 9.2                           | 11.6                          | 11.7                          | 11.1                          | 10.5                          | 11.2                          | 10.6                          | 127.3                         |
| 平均月間日照時間                   | 102.3                         | 105.3                         | 153.5                         | 181.5                         | 190.7                         | 157.6                         | 136.5                         | 152.7                         | 141.2                         | 148.9                         | 121.9                         | 102.6                         | 1,694.7                       |
| 出典1：Japan Meteorological Agency |                               |                               |                               |                               |                               |                               |                               |                               |                               |                               |                               |                               |                               |
| 出典2：気象庁                      |                               |                               |                               |                               |                               |                               |                               |                               |                               |                               |                               |                               |                               |

## 歴史
古くから縄文人が定住していた集落が存在していたと見られ縄文時代の遺跡から石器など遺物が多数出土している。
鎌倉時代の始め、奥州合戦の功により南部光行が糠部五郡を拝領して以降、南部氏の支配地となる。
戦国時代には本城である三戸城が築かれ城下町として栄える。江戸時代に本城が盛岡城に移された後は代官所が置かれる。
- 1889年（明治22年）4月1日 - 町村制の施行により同心町、八日町、馬喰町、二日町、在府小路町、六日町、川守田町、久慈町および川守田村、梅内村（一部）が合併して三戸町が発足。
- 1955年（昭和30年）3月20日 - （旧）三戸町、斗川村、留崎村、猿辺村が合併し、現在の三戸町が発足。

## 行政・議会
- 町長：沼沢修二（2024年11月17日就任、1期目）
- 町議会：議員定数14名（共産党1名、無所属13名）

## 経済
主産業は商業と農業である。また歴史遺産も多く観光整備が続けられている。

### 産業
- 農業：葉タバコの主要産地である。また、コメ、リンゴ、ニンニク、各種果樹（サクランボ、ぶどう等）の生産も盛んである。
- 畜産：ブロイラーが中心である。また、三戸田子牛の産地でもある。

### 郵便
- 三戸郵便局（集配局） (84011)
- 目時簡易郵便局 (84704)
- 梅内簡易郵便局 (84728)
- 川守田簡易郵便局 (84754)
- 斗川簡易郵便局 (84793)
- 猿辺簡易郵便局 (84803)

## 姉妹都市・提携都市

### 国外
- オーストラリア ニューサウスウェールズ州 タムワース - 2001年（平成13年）7月5日 姉妹都市提携 文化・教育等の交流

### 国内
- 静岡県榛原町（現・牧之原市） - 1988年（昭和63年）10月2日 友好都市提携 児童・生徒間の文化・教育の交流

## 地域

### 人口
平成27年国勢調査によって前回調査からの人口増減をみると、10.30％減の10,135人であり、増減率は県下40市町村中27位。
| |                                        |  |
| 三戸町と全国の年齢別人口分布（2005年） | 三戸町の年齢・男女別人口分布（2005年） |  |
| ■紫色 ― 三戸町 ■緑色 ― 日本全国 | ■青色 ― 男性 ■赤色 ― 女性              |  |
| 三戸町（に相当する地域）の人口の推移 \| 1970年（昭和45年） \| 16,184人 \| \| \| 1975年（昭和50年） \| 15,602人 \| \| \| 1980年（昭和55年） \| 15,606人 \| \| \| 1985年（昭和60年） \| 15,200人 \| \| \| 1990年（平成2年） \| 14,440人 \| \| \| 1995年（平成7年） \| 13,740人 \| \| \| 2000年（平成12年） \| 13,223人 \| \| \| 2005年（平成17年） \| 12,261人 \| \| \| 2010年（平成22年） \| 11,299人 \| \| \| 2015年（平成27年） \| 10,135人 \| \| \| 2020年（令和2年） \| 9,082人 \| \| |                                        |  |
| 総務省統計局 国勢調査より |                                        |  |
| 1970年（昭和45年） | 16,184人                               |  |
| 1975年（昭和50年） | 15,602人                               |  |
| 1980年（昭和55年） | 15,606人                               |  |
| 1985年（昭和60年） | 15,200人                               |  |
| 1990年（平成2年） | 14,440人                               |  |
| 1995年（平成7年） | 13,740人                               |  |
| 2000年（平成12年） | 13,223人                               |  |
| 2005年（平成17年） | 12,261人                               |  |
| 2010年（平成22年） | 11,299人                               |  |
| 2015年（平成27年） | 10,135人                               |  |
| 2020年（令和2年） | 9,082人                                |  |

### 健康
- 平均年齢

### 所轄警察署
- 三戸警察署

### 所轄消防署
八戸地域広域市町村圏事務組合消防本部
- 三戸消防署

### 教育

#### 高等学校
- 青森県立三戸高等学校

#### 中学校
- 三戸町立三戸中学校

2013年に三戸小学校と三戸中学校が一体化し、小中一貫校三戸学園となる。

#### 小学校
- 三戸町立三戸小学校
- 三戸町立斗川小学校

※以下は廃校。
- 三戸町立三戸小学校〈旧〉（1960年・三戸小学校〈新〉を統合新設）
- 三戸町立梅内小学校（同上）
- 三戸町立泉山小学校（同上）
- 三戸町立貝守小学校（1969年・三戸北小学校を統合新設）
- 三戸町立下田小学校（同上）
- 三戸町立袴田小学校（同上）
- 三戸町立斗内小学校（1997年・斗川小学校を統合新設）
- 三戸町立豊川小学校（同上）
- 三戸町立大舌小学校（同上）
- 三戸町立蛇沼小学校（2004年・三戸北小学校へ統合）
- 三戸町立目時小学校（2006年・三戸小学校へ統合）
- 三戸町立三戸北小学校（2009年・三戸小学校へ統合）
- 三戸町立杉沢小中学校（2022年・小中一貫校三戸学園へ統合[5]）

#### 図書館
- 三戸町立図書館

### 金融機関
- 青森みちのく銀行三戸支店
- 青森みちのく銀行南部中央支店・三戸南部支店・二戸支店
- 青森県信用組合三戸支店

※：かつては町内に北日本銀行の支店があったが、2006年（平成18年）8月18日に廃止し、8月21日付けで同行二戸支店（岩手県二戸市）に統合された（その後に店舗は売却され、同行のATMを店舗外コーナーとして同心町地区に移設して設置されている）。

### その他主要機関・企業
- 太子食品工業：大豆製品加工販売

## 交通

### 鉄道
- 青い森鉄道・IGRいわて銀河鉄道
  - 青い森鉄道線・いわて銀河鉄道線：目時駅

※三戸駅は北隣の南部町に位置する。

### 路線バス
- 南部バス（南部バス三戸営業所設置）
- 三戸町コミュニティバス

### 道路
- 一般国道
  - 国道4号
  - 国道104号（当町内・同心町立体交差点から南部町・剣吉交差点まで国道4号と重複）
- 県道
  - 主要地方道
    - 青森県道21号田子十和田湖線（西の山間部）
    - 青森県道45号十和田三戸線

  - 一般県道
    - 青森県道134号櫛引上名久井三戸線
    - 青森県道143号南部田子線
    - 青森県道149号目時停車場線
    - 青森県道152号三戸停車場線
    - 岩手県道・青森県道182号野々上斗内線
    - 青森県道216号戸来岳貝守線
    - 青森県道217号貝守斗内線 
    - 青森県道227号名久井岳公園線
    - 青森県道258号三戸南部線
- 農道
  - 広域農道：三戸広域農道
    - 三戸望郷大橋

## 名所・旧跡・観光スポット・祭事・催事

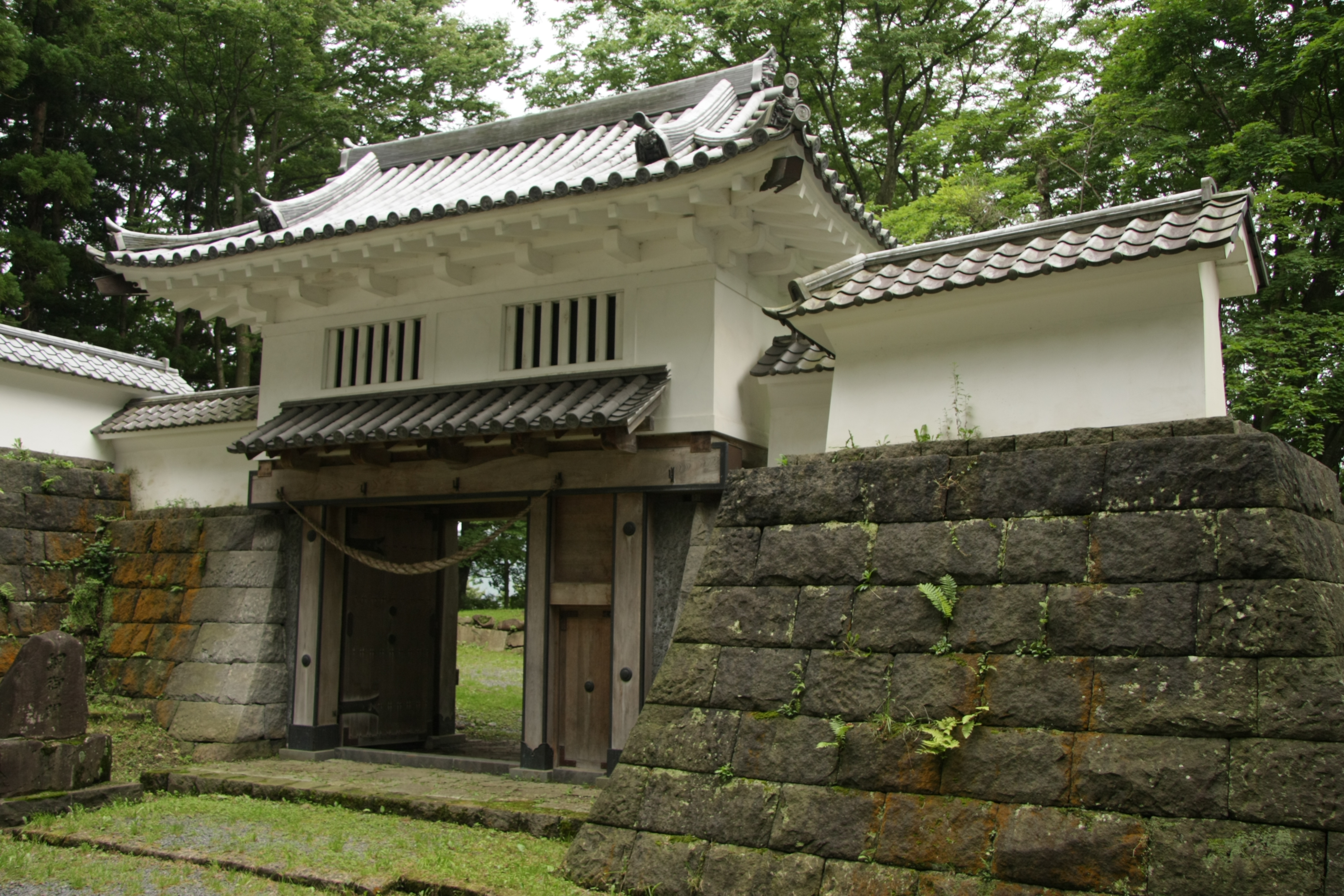
三戸城綱御門

- 三戸城址（県立城山公園）：戦国時代に南部氏本城として築城された。三戸町が舞台となった連続テレビ小説繭子ひとりを記念した主人公の繭子の像がある。
- 斗内千人塚 墳丘・供養塔 〔斗内字清水田〕県史跡、天明の大飢饉の際の餓死者を弔うもの。
- 泉山の登拝行事：泉山の七歳児参りもしくは月山参りと呼ばれる。重要無形民俗文化財に指定されている。
- 道の駅さんのへ
- 南部俵づみ唄・踊り：祝時において謡われる祝い唄。
- えんぶり
- さんのへ夏祭り（提灯祭り）
- 三戸秋祭り
- まける市：300年の伝統をもつ。
- 佐滝本店〔八日町〕登録有形文化財。青森県内最古の現存する鉄筋コンクリート造
- 歴史民俗資料館〔城山公園内、梅内字城ノ下〕
- 桑の木 〔六日町〕県天然記念物、樹齢120年。
- 関根の松 〔川守田字関根〕県天然記念物、推定樹齢360年余で、南部藩御野馬別当一戸五右衛門の屋敷跡にある。
- 檜山御前五輪塔 〔同心町字古間木平〕県重宝、檜山御前（南部信直の次女）の墓所とされる。
- 稲荷神社 〔斗内字田屋ノ下〕本殿（県重宝）
- 三戸城（温故館）

## 著名な出身者
- 鏡里喜代治（力士）：第42代横綱。青森県出身力士として初の横綱
- 金田一国士（実業家）：花巻温泉創始者
- 下村青（俳優）：本名および旧芸名は下村 尊則（しもむら たかのり）。男子バトントワラーの第一人者としても知られ1983年にはバトントワリングの全米オープンアジア初のグランドチャンピオンに。その後劇団四季や歌舞伎に多数出演。ドラマ『営業部長 吉良奈津子』にも出演した。
- 時津浪朋納（力士）：十両
- 中嶋英夫（政治家）：衆議院議員を5期14年間、川崎市議会議員、神奈川県議会議員も務めた。所属は日本社会党
- 馬場のぼる（漫画家、絵本作家）：代表作に「11ぴきのねこ」シリーズ
- 武士沢友治（騎手）：JRA所属騎手
- 松尾官平（政治家）：参議院議員を通算約16年務める。1995年（平成7年）8月〜1998年（平成10年）7月に参議院副議長。所属は自由民主党、新生党、新進党
- 吉原忠男（医師、推理作家）：元埼玉県医師会長。作家は海庭良和名義